# カスティリオーネ・メッセール・ライモンド
カスティリオーネ・メッセール・ライモンド（イタリア語: Castiglione Messer Raimondo）は、イタリア共和国アブルッツォ州テーラモ県にある、人口約2,200人の基礎自治体（コムーネ）。

## 地理

### 位置・広がり

#### 隣接コムーネ
隣接するコムーネは以下の通り。括弧内のPEはペスカーラ県所属を示す。
- ビゼンティ
- カスティレンティ
- チェッリーノ・アッタナージオ
- モンテフィーノ
- ペンネ (PE)

## 行政

### 分離集落
カスティリオーネ・メッセール・ライモンドには、以下の分離集落（フラツィオーネ）がある。
- Appignano, Borea Santa Maria, Bozzano, Cesi, Colletrimarino, Piane, San Giorgio, Vorghe